# Ноай, Луи Марк Антуан де
Виконт Луи Марк Антуан де Ноай (фр. Louis Marc Antoine de Noailles; 17 апреля 1756 — 9 января 1804) — французский офицер и политический деятель.

## Происхождение
Младший сын Филиппа де Ноая и Анны-Клодины-Луизы д’Арпажон. В 1773 году женился на своей кузине Анне Жанне Батисте де Ной, которая была родной сестрой Адрианны де Ноай, супруги Лафайета. В этом браке родилось четверо детей.

## Биография
Следуя семейной традиции, выбрал военную карьеру, и вместе с Лафайетом принимает участие в Войне за Независимость американских колоний. В частности, представлял французские войска на переговорах о капитуляции Йорктауна. В 1789 году был избран в «Генеральные штаты», где голосовал вместе с левой. В знаменитую ночь 4 августа он одним из первых предложил отмену дворянских привилегий и гербов.
Во время возвращения королевской семьи в Париж после неудачной попытки бегства за границу в 1791 году спас Марию-Антуанетту от разъярённой толпы. Был назначен командующим революционной «армией Севера», но ужаснувшись полному отсутствие дисциплины в войсках, бежал из Франции в Англию, а позже в Америку.
Тем временем во Франции его жена, мать и бабушка были казнены во время Террора. Во Францию Ноай вернулся лишь после прихода к власти Наполеона Бонапарта.
В 1802 году под командованием Рошамбо участвовал в подавлении восстания чернокожих рабов под предводительством Туссена Лувертюра на острове Санто-Доминго. В ноябре 1803 года корабль «Курьер», под командой Ноая, у берегов Кубы принял бой с английским корветом «Хэзард». Одержав победу в этом бою, Ноай скончался от полученных ран.